# Propebela popovia
Propebela popovia är en snäckart som först beskrevs av Dall 1919.  Propebela popovia ingår i släktet Propebela och familjen kägelsnäckor. Inga underarter finns listade i Catalogue of Life.